# Avre (dopływ Sommy)
Avre – rzeka w północnej Francji w regionie Pikardia, o długości 66 km. Avre jest lewym dopływem Sommy.